# Udręki młodego Bergera
Udręki młodego Bergera (ang. The Hard Times of RJ Berger, 2010–2011) – amerykański serial komediowy nadawany przez stację MTV od 6 czerwca 2010. W Polsce jest nadawany przez MTV Polska od 5 września 2010 roku.

## Opis fabuły
Piętnastoletniemu R.J. Bergerowi (Paul Iacono) nie zawsze sprzyja los. Na szczęście kłopotom zakompleksionego, niezbyt popularnego wśród kolegów nastolatka kładzie kres przypadkowe zdarzenie na boisku szkolnym. Od tej chwili R.J. znajdzie się w centrum uwagi szkolnej braci. Zaskoczony obrotem sprawy R.J. teraz musi sobie poradzić z przejawami nieoczekiwanej popularności, co nie zawsze bywa łatwe.

## Obsada
- Paul Iacono jako R.J. Berger
- Jareb Dauplaise jako Miles Jenner
- Kara Taitz jako Lily Miran
- Amber Lancaster jako Jenny Swanson
- Jayson Blair jako Max Owens
- Beth Littleford jako Suzanne Berger
- Larry Poindexter jako Rick Berger
- Ciena Rae jako Robin Pretnar
- Marlon Young jako Jeriba Sinclair
- Noureen DeWulf jako Claire Sengupta
- Adam Cagley jako Kevin Stern